# Agoraphobic Nosebleed
Agoraphobic Nosebleed ist eine US-amerikanische Grindcore-Band aus Massachusetts.

## Bandgeschichte
Agoraphobic Nosebleed wurde 1994 von Scott Hull und ein paar Freunden gegründet. In Ermangelung eines Schlagzeugers wurde ein Drumcomputer verwendet, der seitdem auf allen Veröffentlichungen verwendet wird. Nach einigen Extended Plays und Split-EPs erschien 1998 mit Honkey Reduction das Debütalbum der Band auf dem Grindcore- und Death-Metal-Label Relapse Records. Zwischenzeitlich war mit Jay Randall (ex-Isis, Japanese Torture Comedy Hour) und Carl Schultz zwei weitere feste Bandmitglieder eingestiegen, nachdem die Besetzung in den vorigen Jahren starken Schwankungen unterlag.
Das Album Frozen Corpse Stuffed with Dope (2002) war ein Rückgriff auf den 1990er Grindcore aus dem Hause Earache und machte die Band auch in der Metal-Presse bekannt, unter anderem im Kerrang!. Am Album beteiligten sich diverse Musiker von Brutal Truth, Necrophagia, Benümb und Cephalic Carnage. Der einzige Liveauftritt der Band fand auf dem New England Metal and Hardcore Festival 2003 statt. Am 1. April 2003 veröffentlichte Agoraphobic Nosebleed die 3″-CD Altered States of America mit 100 Liedern in 20 Minuten.
2005 erschien die Doppel-CD Bestial Machinery, die die gesamten Lieder vor dem Plattenvertrag mit Relapse Records, sowie einige unveröffentlichte Lieder, umfasst. Ein Jahr später erschien ein Remixalbum mit dem Titel PCP Torpedo/ANbRx. Die ersten 10 Lieder sind von Agoraphobic Nosebleed, 14 Lieder sind Remix-Versionen diverser Soundschnipsel von Agoraphobic Nosebleed, unter anderem von Merzbow.
2009 stieg Katherine Katz als dritte Sängerin in die Band ein und ersetzte Carl Schultz. Mit ihr nahm die Band das Album Agorapocalypse auf, das, gemessen an dem extremen Standard der früheren Alben, schon fast konventionell wirkt.

## Stil
Agoraphobic Nosebleed spielen schnellen Grindcore an der Grenze zum Noisecore, gepaart mit einigen Elementen aus der elektronischen Musik. Der Drumcomputer wurde ebenfalls auf Geschwindigkeit ausgelegt, zum Teil mit etwa 100.000 Beats per minute, so dass stellenweise nur Lärm zu hören ist. Die Liedlänge reicht von wenigen Sekunden bis zwei Minuten. Die Texte der Alben bedienen sowohl die in den 1990er Jahren üblichen Splatter- und Gore-Themen, als auch gesellschaftskritische Themen wie Drogenmissbrauch und Homophobie. Dabei sind die Texte manchmal sehr sarkastisch und bestehen oft nur aus freien Assoziationen. Eine Ausnahme stellt das 2009er Album Agorapocalypse dar, das über klare Songstrukturen verfügt und insgesamt etwas gemäßigter ist. Bands wie Cryptic Slaughter, Dirty Rotten Imbeciles und Corrosion of Conformity sind als deutliche Einflüsse zu erkennen.
Die Bandmitglieder, insbesondere Scott Hull, sind seit Jahren in der Grindcore-Szene aktiv. Hull spielt ebenfalls bei Pig Destroyer und gehörte für eine kurze Zeit zur Besetzung von Anal Cunt.

## Diskografie

### Alben
- 1998: Honky Reduction
- 2002: Frozen Corpse Stuffed with Dope
- 2009: Agorapocalypse

### Split-Veröffentlichungen
- 1997: Split-7″ mit Enemy Soil
- 1997: Split-7″ mit Laceration
- 1998: Split-7″ mit Gob
- 1997: Same (Split-LP mit Cattle Press)
- 1999: The Poacher Diaries (Split-CD mit Converge)
- 2001: Ssp…sp…split (Split-7″ mit Benümb)
- 2002: Split-7″ mit Halo
- 2007: Domestic Powerviolence (Split-CD mit Apartment 213)
- 2007: Frontside Nosegrind EP (Split-7″ mit Total Fucking Destruction)
- 2007: Split-7″ mit Kill the Client
- 2009: Split-7″ mit The Endless Blockade
- 2009: Split-7″ mit Crom
- 2010: A Tribute to Gang Green (Split-5″ mit ANS)

### Weitere Tonträger
- 1996: Same (7″)
- 1997: Same (7″)
- 1998: PCP Tornado (6″)
- 2003: Altered States of America (3″-CD)
- 2005: Bestial Machinery (2CD, Kompilation)
- 2006: PCP Torpedo/ANbRX (Remixalbum)
- 2006: PCP Torpedo (Agoraphobic Nosebleed Remixed) (12″)
- 2008: Altered States of America / ANbRX Pharmaceuticals II (mit Remixen von Delta 9)
- 2011: Make a Joyfull Noise (EP, Download)
- 2016: Arc (EP)